# 夜想曲 (ショパン)
フレデリック・ショパンの夜想曲（やそうきょく）全21曲は作者が20歳の時から晩年に至るまでほぼ均等に創作されている。ほとんどが三部形式で、明瞭な中間部を持つものか、ロンド形式のものかに分けられる。
ノクターンの語源はラテン語で夜をさすNoxから派生し、修道院などで行われる晩祷のことを示す。ひいては夜の黙想、瞑想などの意味に転化したものと考えられる。宗教作品としての晩祷はモンテヴェルディからラフマニノフまで壮大な作品が存在する。また貴族の夜会で奏される音楽にノットルノ（Notturno）があり、ルネサンスから古典派にかけてセレナードと同様の機会音楽として存在した。この個人の瞑想とサロン文化が結びついて、このジャンルが形成されたと思われる。
ピアノ独奏曲としてのノクターンは、アイルランド出身のジョン・フィールドに始まる。ショパンはワルシャワ時代にすでにフィールドの作品に接したものと考えられている。フィールドのノクターンは、基本的にアルペジョの伴奏の上に歌曲風のメロディが歌われるという単純なもので、ベルカント唱法をピアノ音楽で表現することに長じ、デビュー当初、サロン向けの音楽を作る必要のあったショパンにとって、打ってつけの楽曲形式であったといえよう。また18世紀後半から増えたアマチュア演奏家の需要にも応えながら、芸術的な深みを持ち合わせた作品として、現在でも不動の人気をもっている。
ノクターンの作曲は、ショパンの作曲時期全般にわたっているため、作品ごとに作風の変遷を見て取ることもでき、ショパン研究には欠かせないものとなっている。初期のノクターンは、フィールドの影響が色濃く残されているが、時代が下るに従って作曲技法が深化し、ショパン独特の境地へと発展していく様子がうかがえる。
後世の作曲家に対しても、ガブリエル・フォーレらに与えた影響は大きい。

## ショパンの夜想曲一覧
- 夜想曲第1番 変ロ短調 op.9-1
- 夜想曲第2番 変ホ長調 op.9-2 - 最も有名な曲。一般に「ショパンのノクターン」といえばこの曲を指すことが多い。
- 夜想曲第3番 ロ長調 op.9-3
- 夜想曲第4番 ヘ長調 op.15-1
- 夜想曲第5番 嬰ヘ長調 op.15-2
- 夜想曲第6番 ト短調 op.15-3
- 夜想曲第7番 嬰ハ短調 op.27-1
- 夜想曲第8番 変ニ長調 op.27-2
- 夜想曲第9番 ロ長調 op.32-1
- 夜想曲第10番 変イ長調 op.32-2
- 夜想曲第11番 ト短調 op.37-1
- 夜想曲第12番 ト長調 op.37-2
- 夜想曲第13番 ハ短調 op.48-1
- 夜想曲第14番 嬰ヘ短調 op.48-2
- 夜想曲第15番 ヘ短調 op.55-1
- 夜想曲第16番 変ホ長調 op.55-2
- 夜想曲第17番 ロ長調 op.62-1
- 夜想曲第18番 ホ長調 op.62-2
- 夜想曲第19番 ホ短調 op.72-1
- 夜想曲第20番 嬰ハ短調（遺作） - 映画『戦場のピアニスト』で用いられた。「Lento con gran espressione」という題でも知られる。
- 夜想曲第21番 ハ短調（遺作）